# Аксьоновка (Казахстан)
Аксьо́новка (каз. Аксенов) — село у складі Айиртауського району Північноказахстанської області Казахстану. Входить до складу Казанського сільського округу, раніше було центром ліквідованої Аксьоновської сільської ради.
Населення — 293 особи (2021; 435 у 2009, 635 у 1999, 718 у 1989).
Національний склад станом на 1989 рік:
- німці — 39 %
- росіяни — 26 %.